# 新潟県道195号辰巳宮浦線
新潟県道195号辰巳宮浦線（にいがたけんどう195ごう たつみみやうらせん）は、新潟県佐渡市内を通る一般県道である。

## 概要

### 路線データ
- 起点：新潟県佐渡市八幡（国道350号交点）
- 終点：新潟県佐渡市三宮（新潟県道65号両津真野赤泊線交点）

## 地理

### 通過する自治体
- 新潟県佐渡市

### 接続する道路
- 国道350号（起点：佐渡市八幡）
- 新潟県道194号辰巳中興線（佐渡市八幡（起点） - 佐渡市金丸で重複）
- 新潟県道65号両津真野赤泊線（終点：佐渡市三宮）

### 周辺
- 佐渡市消防本部 中央消防署
- 佐渡市立八幡小学校
- 佐渡市立後山小学校
- 順徳上皇第三皇子御墓（佐渡市三宮）
- 国府川
- 真野湾
  - 雪の高浜
- 佐渡博物館
- 佐渡八幡温泉

## その他
- 路線名の「辰巳」・「宮浦」は、起点・終点付近の地名（新潟県佐渡市八幡字辰巳、同市宮川字宮浦下）に由来する。